# Музей-вилла А. М. Горького
Музе́й-ви́лла Макси́ма Го́рького — небольшой музей на балтийском курорте Херингсдорф на острове Узедом в Мекленбурге Передней Померании в Германии, посвящённый жизни и отдыху русского писателя Алексея Максимовича Пешкова, известного под литературным псевдонимом Максим Горький.

## История
Двухэтажная вилла была построена в 1906 году в качестве гостевого дома. Располагается на улице, ныне носящей имя Максима Горького, проходящей параллельно набережной. Вилла построена в стиле неоклассицизма, с решётками парапетов из ризалита, структурированными полуколоннами, на полукруглом балконе элементы в стиле модерн. Вилла уникальна в Херингсдорфе.
Самым известным гостем был Максим Горький, который приехал на остров Узедом из Берлина в 1922 году со своим сыном Максимом и невесткой, женой сына, Надеждой, чтобы восстановить своё здоровье от перенесённого в 1921 году туберкулёза. В то время вилла принадлежала адвокату. Во время своего пребывания с мая по сентябрь 1922 года Горький работал над третьей частью своей автобиографии «Мои университеты», поддерживал интенсивную переписку с французскими писателями Роменом Ролланом и Анатолем Франсом, а также со своими российскими коллегами Константином Александровичем Фединым, Всеволодом Вячеславовичем Ивановым и другими. Здесь его навещали Алексей Николаевич Толстой, выехавший на встречу со своим другом Горьким из Мендзыздрое, и оперный певец Федор Иванович Шаляпин, с которым он был близко знаком. В гостях у Горького некоторое время жила дочь Шаляпина. В гостевой книге дома Горький увековечил себя фразой «И не смотря ни на что, всё таки люди, со временем, будут как братья». Фраза «и не смотря ни на что» относиться к его встрече с больными и несчастными детьми жителей Херингсдорфа, жизнь которых резко контрастировала с жизнью гостей в роскошных виллах. 25 сентября 1922 года Горький покинул курорт.
В 1948 году на вилле был открыт музей Максима Горького. Под музей отведён первый этаж. Жители ГДР постарались сохранить мебель и домашнюю утварь того времени. Посетители могут увидеть жилую и рабочую комнаты, которые обставлены в стиле того времени, некоторая мебель сохранилась в оригинале.
Второй этаж виллы отведён под выставку картин местных художников, там же проводят небольшие спектакли, концерты и другие экспозиции.